# Terence Jay
Terence Jay, född 1985 i New Jersey, är en amerikansk skådespelare och musiker. Hans största roll hittills spelade han i filmen Green Street som hade premiär år 2005. Han spelade rollen som Jeremy van Holden och han framförde och skrev flera av filmens låtar bland annat filmens huvudsång, One Blood.

## Filmografi

### Roller
- 1998 - Ricochet River
- 2005 - Green Street Hooligans
- 2007 - The Living Hell
- 2007 - Buried Alive

### Filmmusikkompositör
- 2005 - Green Street Hooligans